# トゥパク・カタリ
トゥパク・カタリ（スペイン語: Túpac Katari; 1750年 – 1781年11月15日）は、アルト・ペルー（現ボリビア）においてスペイン統治政権に反旗を翻したアイマラ先住民族（インディオ）の指導者である。

## 人物
本名はフリアン・アパサ (Julián Apaza)であるが、後にトゥパク・カタリと名乗るようになる。この名前は、当時インディオの指導者として著名だった2人の名前を組み合わせたものである。その一人はトゥパク・アマル（本名ホセ・ガブリエル・コンドルカンキ）で、もう一人はチャヤンタ (Chayanta)の首長トマス・カタリ (Tomás Katari) である。なお、コンドルカンキが名乗っていたトゥパク・アマルという名前はインカ帝国最後のサパ・インカ（皇帝）の名前でもある。（トゥパク・アマル (初代)を参照。）
アイリュの一つであるチャヤンタのクラカ（curaca : 首長）であったトマス・カタリは、ある時植民地統治政権からその地位を罷免された。彼の闘争は、彼を承認したブエノスアイレスの副王領本部まで伝えられるが、地方行政官は彼の権利復帰を邪魔する工作を図り、トマス・カタリは投獄された。彼の支持者たちが救出に向かった時、彼は殺害されてしまう。これにより全アルト・ペルーが抗議の声を上げ始めた。
この抗議行動の一環として、1781年、トゥパク・カタリは4万人の武装集団を率いてラパス（チュキアゴ: Chuquiago）を2度に渡って包囲した。1度目の包囲は統治軍により破られた。
2度目のラパス包囲の際には、トゥパク・アマルも加わったが、統治政権の政治的・軍事的作戦のほうが上回り、武装蜂起に反対するインディオの首長も出てきたことにより、包囲は破られた。
トゥパク・カタリらは逮捕され、処刑された。
18世紀末に起こったこのインディオの蜂起（トゥパク・アマルー2世の反乱）は、地理的な広がりが最も大きく、最も多く支持されたものであった。植民地統治政権はその鎮圧に2年を要した。
ボリビアにおいて彼は現在に至るまで先住民族の英雄として語り継がれており、先住民族の権利拡大運動を行なう人はしばしば「カタリスタ」（Katarista: カタリ主義者の意）と呼ばれることがある。

## その他
2013年12月に中国の長征3号により打上げられたボリビア初の人工衛星(TKSat-1)には、この名前が付けられた。